# Morioka
Morioka (japanisch 盛岡市 Morioka-shi, deutsch ‚kreisfreie Stadt Morioka‘, englisch Morioka City/City of Morioka/Morioka, Iwate) ist eine Großstadt und Präfekturhauptstadt der japanischen Präfektur Iwate, der größten der sechs Präfekturen in der Region Tōhoku.

## Geographie
Morioka steht im Schatten des 2.041 Meter hohen Berges Iwate. In der Nähe des Berges befindet sich der Tazawa-See (425 m tief, 2570 ha). Der Kitakami durchfließt die Stadt von Norden nach Süden.
In der Skistation Shizukuishi in der westlichen Nachbarstadt Shizukuishi im Landkreis Iwate von Iwate fanden die Alpinen Skiweltmeisterschaften 1993 statt.

## Geschichte
Die neuzeitliche Siedlung Morioka wuchs um die zum Ende des 16. Jahrhunderts gegründete Burg Morioka im Landkreis Iwate der Provinz Mutsu bzw. Mittel-Mutsu. Von der Burg wurde in der Edo-Zeit das Fürstentum Morioka regiert. Im Boshin-Krieg kämpfte das Fürstentum Morioka mit der Nordallianz auf der unterlegenen, shogunatstreuen Seite und wurde noch vor der landesweiten Abschaffung der Han in eine Präfektur umgewandelt.
Die Stadt Morioka in der hier beschriebenen Form als Morioka-shi wurde 1889 als eine der ersten 40 kreisfreien Städte Japans gegründet. Die Präfektur Iwate war in den frühen Meiji-Jahren aus der Präfektur Morioka entstanden, dem Nachfolger des Fürstentums Morioka, und Morioka, wenn auch noch nicht als politische Einheit Stadt, war durchgehend die Hauptstadt von Morioka/Iwate.
Zu den Sehenswürdigkeiten der Stadt Morioka zählt der Stein spaltende Kirschbaum, ein Baum, der aus dem Spalt eines Granitblocks wächst und diesen beim Wachsen sprengte. Dieser Kirschbaum ist etwa dreihundert bis vierhundert Jahre alt und steht vor dem Gerichtsgebäude. 1923 wurde der Baum zum Nationalschatz erklärt.
Im vermutlich 1732 errichteten Hoon-ji befinden sich 500 lackierte buddhistische Statuen aus Holz (Rakan). Das Besondere an diesen Figuren ist, dass sich unter ihnen auch Skulpturen von Marco Polo und Kublai Khan befinden.
Die Bank von Iwate ist mit ihrer Fassade aus roten Backsteinen und weißem Granit ein Beispiel für den Baustil der Meiji-Zeit. Sie wurde 1911 erbaut und steht im Stadtzentrum.
Die Burg Morioka wurde im Jahr 1597 von Daimyō Nambu Nobunao begonnen und im Jahr 1633 fertiggestellt, der über das Lehen Morioka-han herrschte. Während der Meiji-Restauration wurde es zerstört. Heute stehen nur noch die Grundmauern der Burg. Dort liegt heute auch der Iwate-Park mit dem Denkmal des Dichters Ishikawa Takuboku (1886–1912).
Neben dem Geburtshaus von Hara Takashi, dem ersten bürgerlichen Premierministers Japans (1918–1921), liegt eine Gedenkstätte mit Dokumenten zur neueren Geschichte des Landes und Gegenständen aus dem Besitz des Politikers, der 1921 starb.
Im Hashimoto-Museum sind Werke des Malers Hashimoto Yaoji (1903–1979) sowie Keramik und Metallkunst ausgestellt.
In der Wintersportstation Shizukuishi nahe Morioka fanden die Alpinen Skiweltmeisterschaften 1993 statt.
Morioka ist vor allem für seine Eisenwaren, Nambu tetsubin, bekannt. Außerdem ist Morioka in Japan bekannt für seine gedrechselten Holzpuppen (Kokeshi) und für die Keramik aus Kuji (Kuji-yaki).

## Feste
Am 15. Juni wird beim Chagu-Chagu Umakko das Ende der Reisaussaat mit einer farbenprächtigen Pferdeparade durch Morioka zum Hachiman-gu gefeiert. Alljährlich vom 5. bis 7. September wird das Fest Hanamaki-matsuri gefeiert, dessen Höhepunkt der „Tanz der Hirsche“ (Shika-odori) ist. Vom 14. bis zum 16. September findet in Morioka alljährlich das Hachman-gu-Fest statt, in dessen Mittelpunkt eine Parade tragbarer Schreine und bunter Festwagen steht.

### Bildergalerie

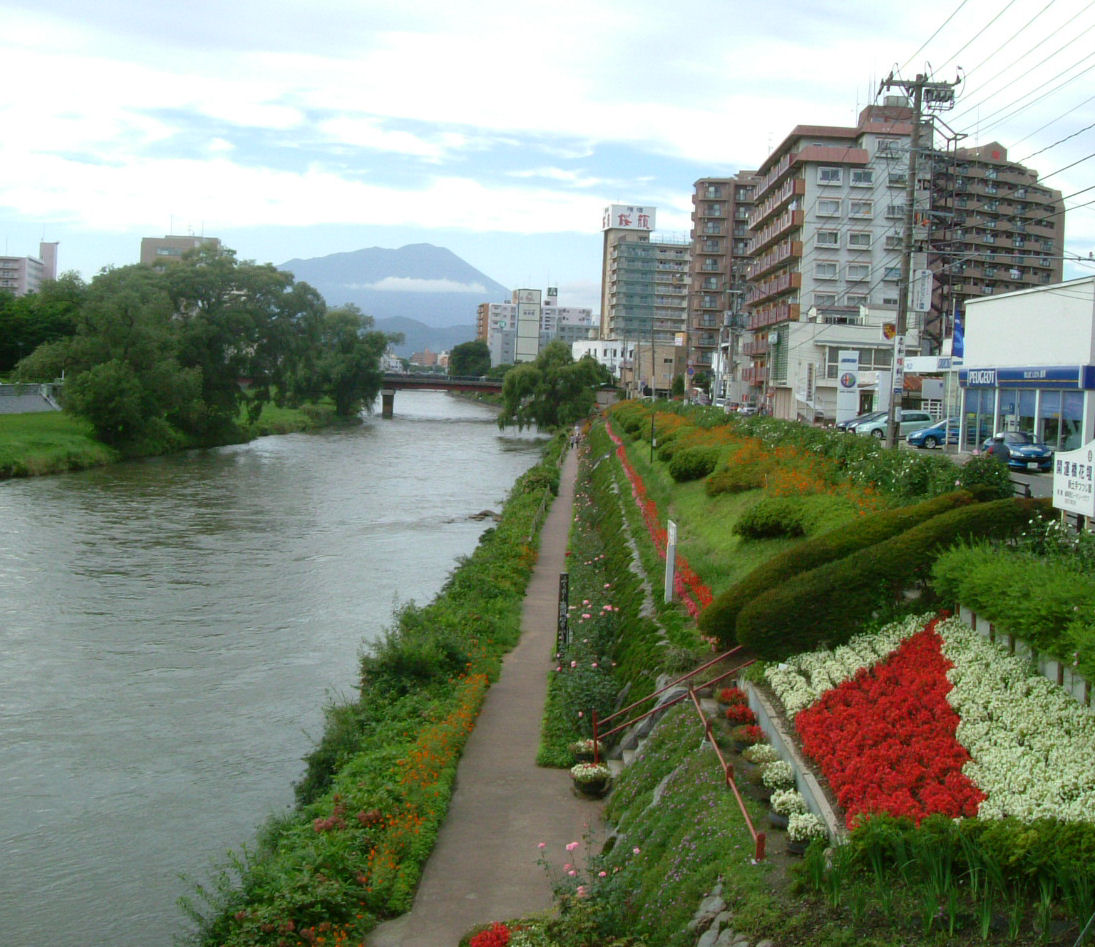
Fluss Kitakami und Berg Iwate
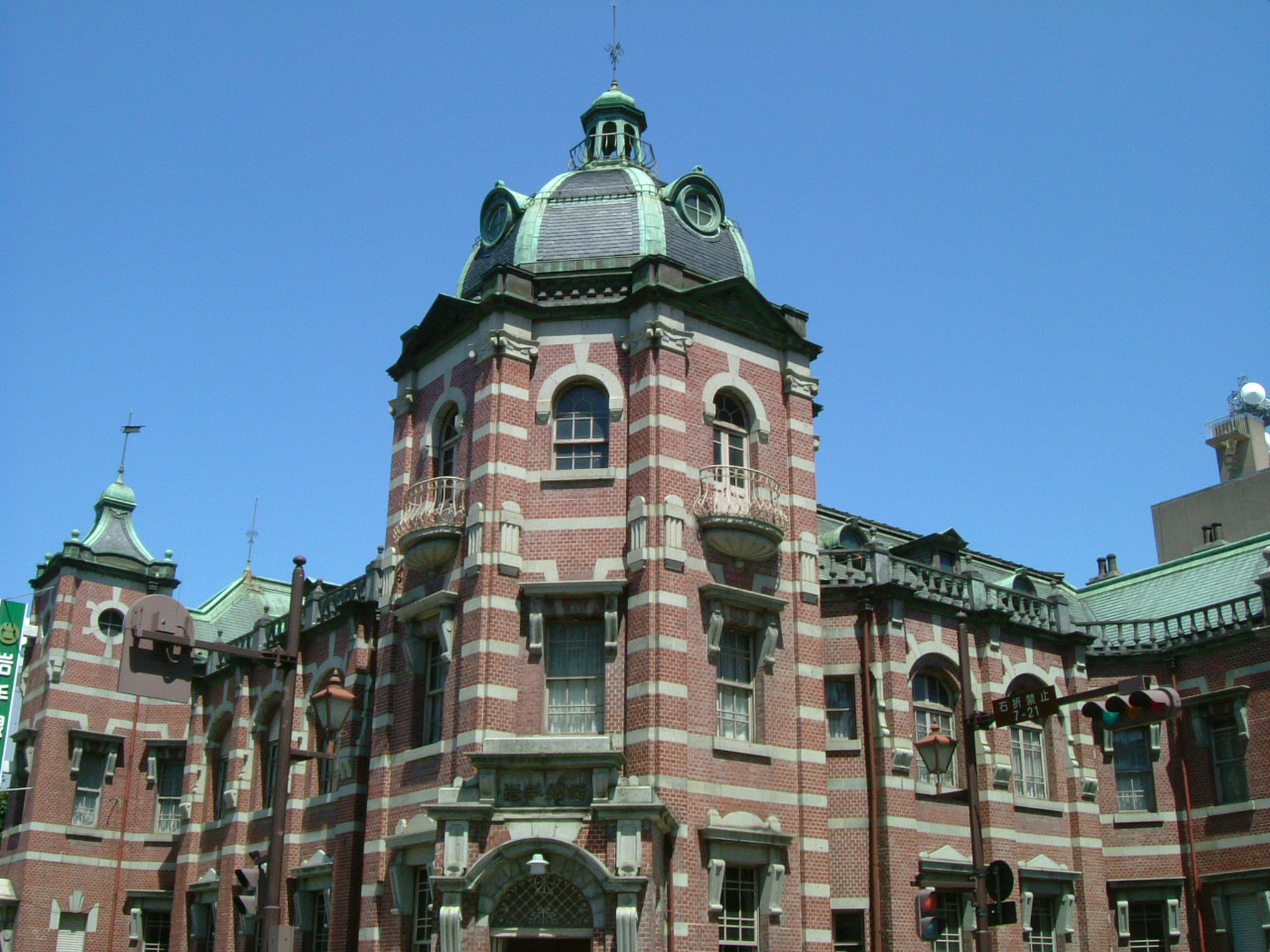
Bank (Iwate Ginko)
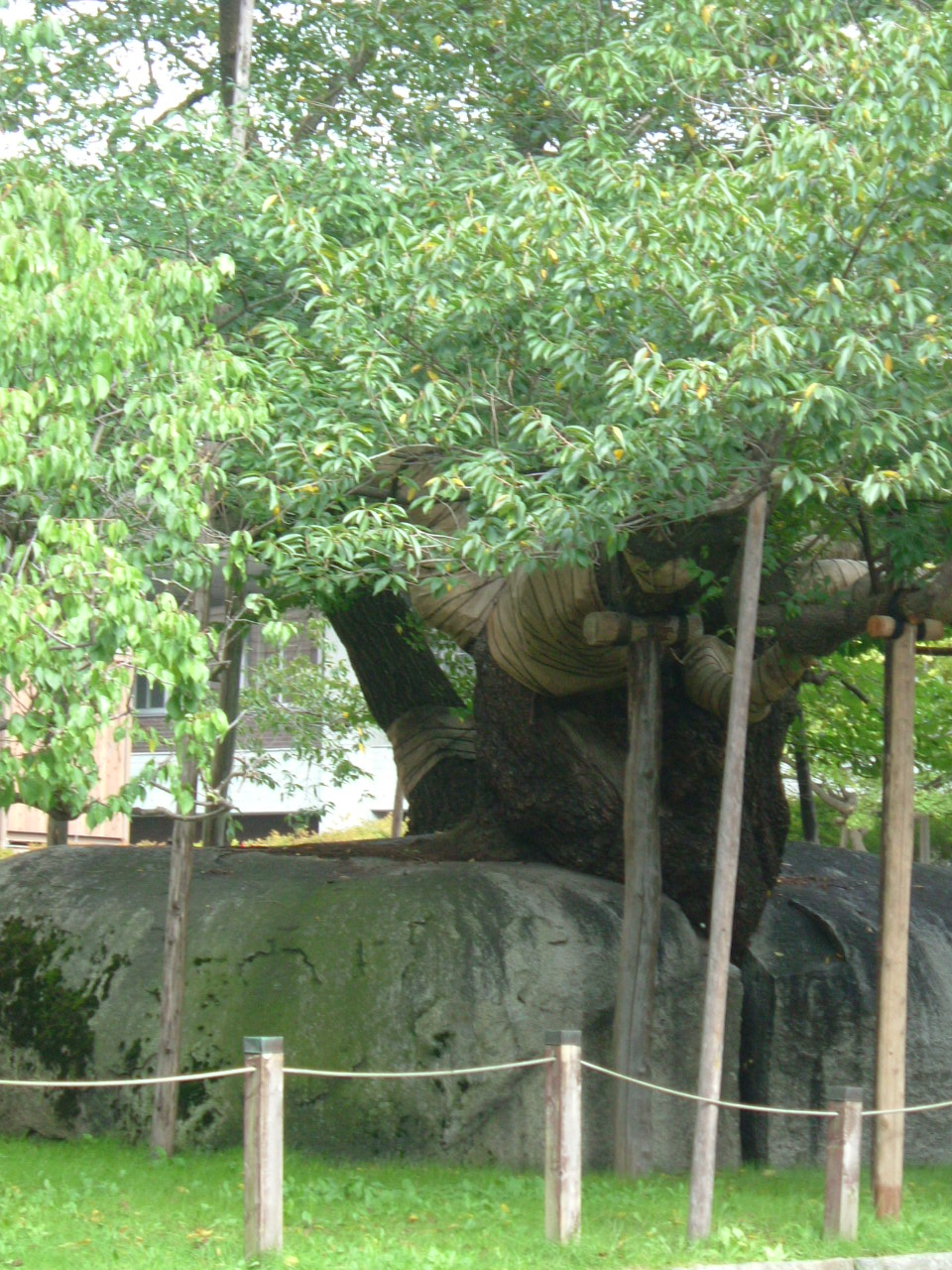
Steinspaltender Kirschbaum
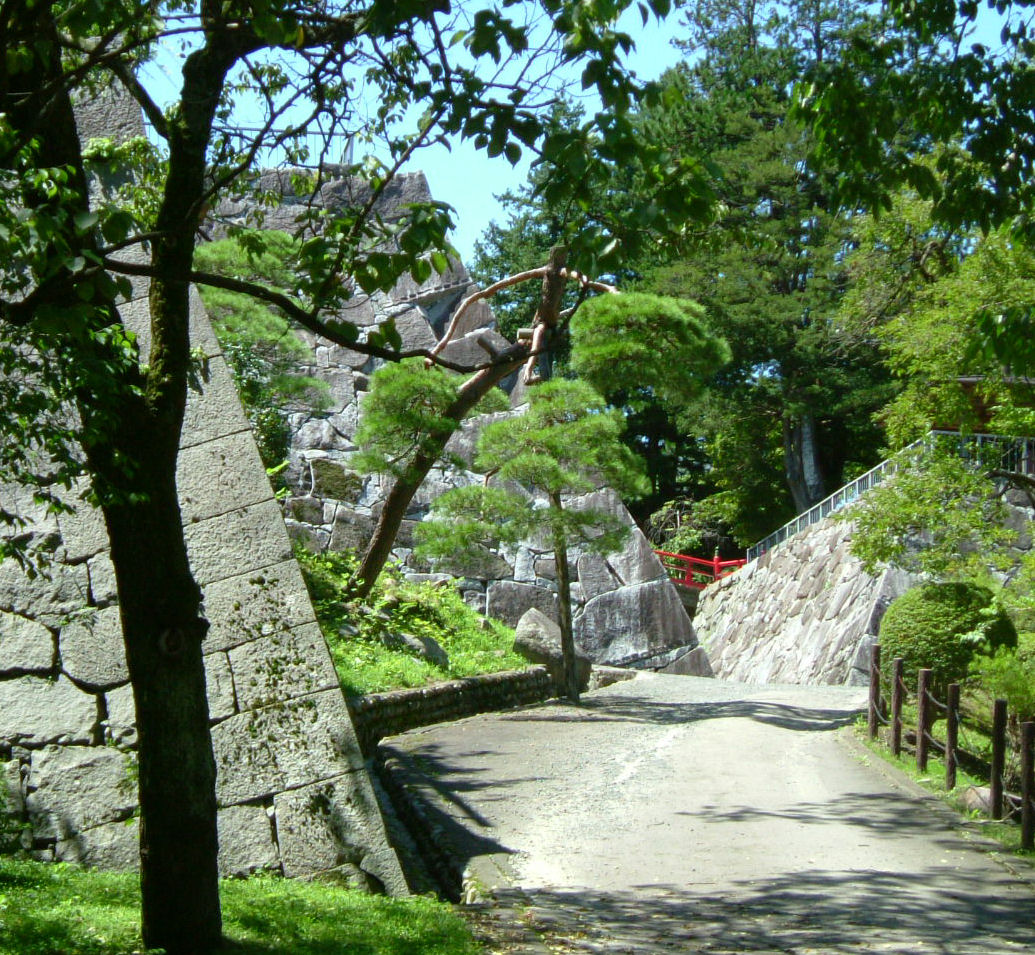
Ruinen der Burg
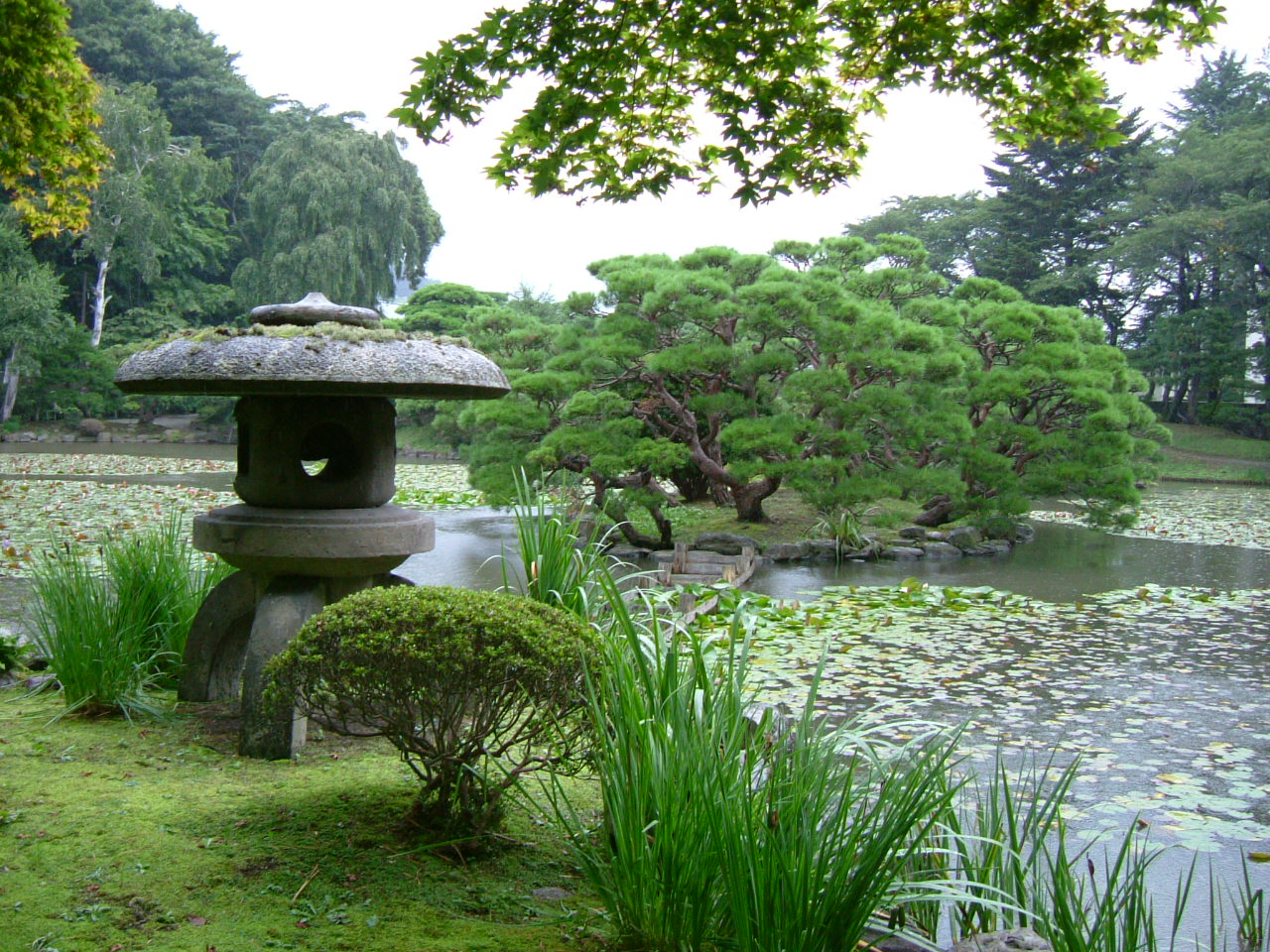
Japanischer Garten
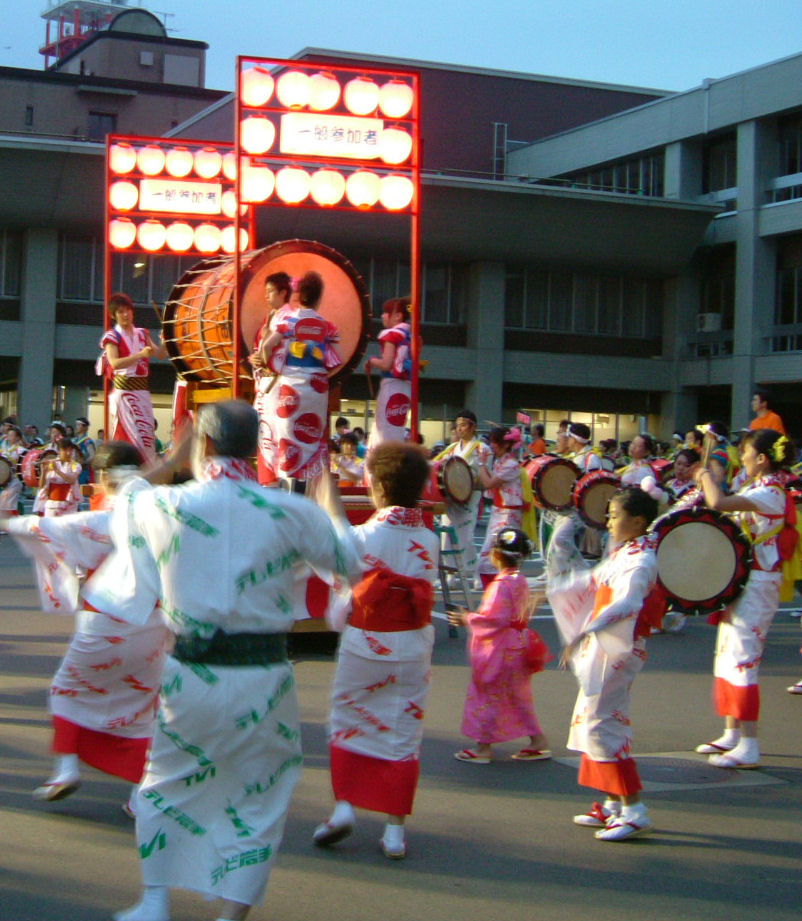
Sansa-Odori-Fest
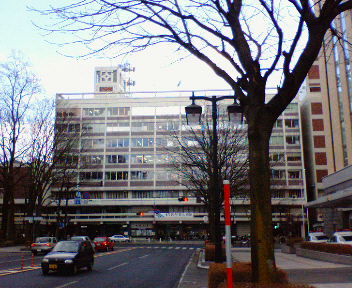
Rathaus von Morioka

## Universitäten und Colleges
- Universität Iwate

## Städtepartnerschaften
- Victoria, Kanada – seit 1985

## Söhne und Töchter der Stadt
- Ōshima Takatō (1826–1901), Bergbau- und Hochofen-Ingenieur
- Inazo Nitobe (1862–1933), Gelehrter und Sekretär des Völkerbundes
- Yonai Mitsumasa (1880–1948), Admiral und Politiker, 37. Premierminister Japans
- Takuboku Ishikawa (1886–1912), Dichter
- Katsura Funakoshi (1951–2024), Bildhauer und Grafiker
- Mitsuru Nasuno (* 1963), Musiker
- Mitsuo Ogasawara (* 1979), Fußballspieler
- Keita Fujimura (* 1993), Fußballspieler
- Kaito Kubo (* 1993), Fußballspieler
- Ichirō Suzuki (* 1995), Fußballspieler
- Ken’ichi Tanimura (* 1995), Fußballspieler

## Angrenzende Städte und Gemeinden
- Hanamaki
- Hachimantai